# Virginias flagga
Virginias flagga är den amerikanska delstaten Virginias flagga och den antogs första gången i början av amerikanska inbördeskriget 1861. En mer standardiserad version antogs senare igen 1912.
I mitten finns delstatens sigill från 1776 föreställande Virtus som trampar på en nedkämpad tyrann. Valspråket, "Sic semper tyrannis" (latin för Så går det alltid för tyranner),  härstammar från ett citat från Marcus Junius Brutus inför mordet på Julius Caesar. Orden skrek sedan John Wilkes Booth direkt efter att han mördat Abraham Lincoln.